# ۱۰۸۹ (میلادی)
۱۰۸۹ (میلادی) هزار و هشتاد و نهمین سال تقویم میلادی است.

## درگذشتگان
‎